# Dønna
Dønna è un comune norvegese della contea di Nordland.